# Яченин, Леонид Иванович
Леони́д Ива́нович Яче́нин (24 июля [5 августа] 1897 — 1952) — украинский советский деятель судебной системы.

## Биография
Родился 24 июля (5 августа) 1897 года в селе Играево, теперь Слуцкого района Минской области, Беларусь.
В 1949 году окончил Всесоюзный заочный юридический институт.
Работал в органах прокуратуры УССР: помощником Киевского и Волынского губернских прокуроров, заместитель Каменец-Подольского окружного прокурора, прокурор Уманского округа, межрайпрокурор Сумского и Донецкого секторов.
- В 1933—1935 годах — секретарь Покровского райкома КП(б)У Донецкой области.
- В 1935—1937 — прокурор Старобельского округа.
- С мая 1937 — заместитель, а с августа 1937 по май 1938 года — и.о. прокурора УССР. С 1938 года депутат Верховного Совета Украинской ССР 1-го созыва.
- В 1938—1941 — прокурор Украинской ССР.
- В 1941—1946 — военный прокурор пяти фронтов, а затем военный прокурор Группы советских войск в Германии.
- В 1946—1952 — военный прокурор Северо-Кавказского военного округа.

16 декабря 1952 года скончался в городе Ростов-на-Дону, РСФСР.

## Награды
Награждён орденами Красного Знамени (6 апреля 1945), Богдана Хмельницкого I степени (31 мая 1945), Отечественной войны I и II степени (3 июня 1944, 14 февраля 1943), Красной Звезды (1935), медалями.